# Renato Accorinti
Renato Accorinti (Messina, 30 marzo 1954) è un attivista e politico italiano, sindaco di Messina dal 2013 al 2018 e della città metropolitana di Messina dal 2016 al 2018.
Accorinti è stato tra i fondatori del movimento "No Ponte", che si oppone alla costruzione del Ponte sullo stretto di Messina.

## Biografia
Dopo aver frequentato l'Istituto Superiore Minutoli di Messina, nel 1976 consegue il diploma ISEF a Palermo, divenendo insegnante di educazione fisica.

### Pacifismo e non-violenza
Negli anni settanta aderisce a varie iniziative radicali sull'obiezione di coscienza (divenendo rappresentante provinciale della lega degli obiettori) e alla Carovana per il Disarmo Bruxelles-Varsavia, manifestando, nelle città europee maggiormente militarizzate, contro il dispiegamento di armamenti da parte sia della NATO sia del Patto di Varsavia. Dopo aver incontrato Pietro Pinna a Perugia, nel 1979 fonda, insieme a altri attivisti, il Movimento Nonviolento messinese, mediante il quale, nel 1981, promuove una campagna informativa in favore dei 5 referendum radicali, ritenendo il divieto di abortire e l'aborto clandestino atti di violenza nei confronti delle donne.
Nel 1982, a Comiso, manifesta contro l'installazione di una base NATO. Il 15 gennaio 1991 è imputato del delitto di istigazione a delinquere e rinviato a giudizio, poiché durante lo svolgimento di una manifestazione contro l'intervento italiano nella Guerra del Golfo istigava i militari a disertare, nel caso fossero stati inviati a combattere nel Golfo Persico, e i giovani che ricevessero la cartolina precetto, a strapparla: il 9 giugno del 1992 fu assolto perché il fatto non costituisce reato. 

### L'impegno contro la mafia
Il 23 maggio 2005, tramite una lettera aperta, propose di esporre al centro di Messina i resti dell'automobile degli agenti di scorta al giudice Giovanni Falcone, andata quasi interamente distrutta nella Strage di Capaci, come simbolo della violenza stragista mafiosa. Tale istanza è riproposta al Questore e al Prefetto di Messina il 9 maggio 2012. Dal momento che sin dall'8 luglio 1997 la piscina comunale di Messina è intitolata a Graziella Campagna.
Il 18 agosto 2012 ha manifestato pubblicamente solidarietà nei confronti degli attivisti del Comitato Addiopizzo di Messina per le minacce subite mentre distribuivano volantini contro la mafia, durante la Vara di Messina, da parte di alcuni esponenti del comitato della processione.
Il 2 settembre 2012 ha manifestato pubblicamente solidarietà al giornalista Antonio Mazzeo querelato dalla giunta del comune siciliano di Falcone per aver scritto e pubblicato l'articolo dal titolo Falcone colonia di mafia fra Tindari e Barcellona Pozzo di Gotto.

### La lotta contro il ponte sullo Stretto di Messina
Tra i fondatori del movimento No al Ponte, il 25 giugno 2002 si arrampica sul pilone di Torre Faro: per un giorno e una notte espone a circa 220 metri di altezza due striscioni contro il progetto di costruzione del ponte, attirando sulla causa promossa grande attenzione mediatica. Il 7 luglio 2002 organizza, col movimento No al Ponte, un corteo per le vie di Messina. Il 18 dicembre 2003 a Roma, nella sala stampa di Montecitorio, con Nichi Vendola e Grazia Francescato, presenta il primo calendario No al Ponte, ideato con Giampiero Neri ed il giornalista freelance Enrico Di Giacomo. Tale calendario, che ha un seguito nel 2005 e nel 2006, sottolinea la bellezza paesaggistica dello Stretto di Messina e alcune tappe fondamentali del movimento No al Ponte.
Il 22 gennaio 2006 organizza a Messina, col movimento No al Ponte, un corteo che registra la partecipazione di oltre 15 000 cittadini. Il 31 luglio 2009 è allontanato dalle forze dell'ordine dall'inaugurazione della settantesima edizione della Fiera Internazionale di Messina, quando mostra al Ministro della Giustizia Angelino Alfano, invitato a presenziare e ad annunziare l'avvio dei lavori per la costruzione del ponte, una bandiera recante la scritta No al Ponte. L'8 agosto 2009 partecipa all'organizzazione di un nuovo corteo No al Ponte al quale partecipano oltre 6 000 cittadini. Il 17 agosto 2009, durante il concerto di Roy Paci a chiusura della Fiera campionaria di Messina, è invitato dallo stesso artista a salire sul palco per fare un appello contro il progetto di costruzione del ponte: quando scende dal palco è aggredito verbalmente dal commissario dell'Ente Fiera Internazionale di Messina Fabio D'Amore. Il 5 dicembre 2009 è invitato a rappresentare ed esporre le ragioni del movimento No al Ponte sul palco del No Berlusconi Day, così come il 17 marzo 2011 a Napoli in occasione della Festa de l'Unità. Il 1º settembre 2011 a Messina è invitato a intervenire da Caparezza, durante un suo concerto, in merito al Ponte sullo Stretto di Messina.

### Ambientalismo
Il 26 marzo 2009 lancia la campagna La natura ci salverà al fine di promuovere l'incremento delle aree verdi a Messina e la creazione di parchi pubblici, sull'esempio dell'iter che ha condotto al bolognese Giardino della Lunetta Gamberini, cercando di sfruttare le aree militari nel territorio cittadino, a suo parere, scarsamente utilizzate o in completo disuso. Di propria iniziativa, non ricevendo risposte concrete da parte dell'amministrazione pubblica, individua delle aree specifiche nel centro cittadino e con l'ausilio di alcuni suoi giovani studenti e Rom, armato di vanghe e zappe, pianta degli alberi.

### Carriera politica

#### L'impegno politico e per i diritti civili
Il 7 giugno 1978, con i rappresentanti di ventinove associazioni sportive messinesi, promuove una petizione popolare al fine di ottenere l'agibilità dell'impianto sportivo Ex GIL (oggi Salvo Santamaria) di Messina e l'impiego a tal fine dei 140 milioni di lire già stanziati dall'amministrazione comunale. Le firme presentate al sindaco Antonio Andò sono diecimila. Il 19 agosto 1980, a seguito delle promesse non mantenute dell'amministrazione comunale, si incatena con altri venti attivisti sul palco, montato all'interno dell'Ex GIL, in cui si sarebbe dovuto tenere un concerto del Banco del Mutuo Soccorso, al fine di porre l'attenzione sull'incoerenza, secondo i manifestanti, tra la dichiarata non agibilità per gli sportivi ma la possibilità di organizzarvi eventi potenzialmente molto partecipati in quanto a pubblico. La manifestazione si conclude con gravi disordini.
Il 5 giugno 1989, al termine del corteo cittadino contro l'assenza di rampe per disabili e a favore dell'abbattimento delle barriere architettoniche nel comune di Messina, sono consegnate al sindaco Mario Bonsignore 12.000 firme della relativa petizione. Il 16 dicembre 1989 dichiara pubblicamente che se entro una settimana non fossero stanziate le risorse necessarie alla realizzazione delle opere richieste dalla petizione, avrebbe cominciato uno sciopero della fame davanti al Municipio di Messina. Il 22 dicembre 1989, l'amministrazione comunale stanzia per tali opere 500 milioni di lire.
Dal 13 al 15 aprile 2001, col benestare dell'arcivescovo Giovanni Marra, in piena Settimana Santa, conduce uno sciopero della fame nella Cattedrale di Messina in segno di protesta per il transito dei TIR nel centro urbano messinese. Tale transito è inevitabile finché i traghetti della Caronte & Tourist, approdando da Villa San Giovanni in Rada San Francesco, costringono i TIR all'unico percorso obbligato per raggiungere i più vicini svincoli autostradali, con pesanti ripercussioni sulla sicurezza dei cittadini e sulla viabilità urbana.
Il 9 maggio 2001, con una delegazione di cittadini, presenta al Prefetto Giosuè Marino, il testo di una petizione popolare nella quale propone di chiudere l'approdo di Rada San Francesco in favore di un unico approdo a Tremestieri, nella periferia sud di Messina. Tale approdo avrebbe il vantaggio di essere a ridosso dell'omonimo svincolo autostradale, facilmente raggiungibile tramite una breve bretella che bypassi quasi completamente il traffico urbano. Nell'aprile 2006 è inaugurato l'approdo di Tremestieri ma le sole due invasature sono insufficienti ad assorbire l'intero traffico di attraversamento dello Stretto di Messina. Tra il 2008 e il 2012 l'approdo di Tremestieri funziona ad intermittenza a causa di ricorrenti problemi di insabbiamento: sono previsti progetti di ristrutturazione e potenziamento dell'approdo.
Il 1º aprile 2005 proietta pubblicamente a Palazzo Zanca, alla presenza di Alex Zanotelli, dell'arcivescovo Giovanni Marra e della comunità Rom messinese, il documentario (prodotto con Enrico Di Giacomo, Daniele Brigandì e Giampiero Neri) dal titolo Gli Ultimi degli Ultimi - viaggio nel campo ROM di Messina, al fine di sensibilizzare l'opinione pubblica sulla condizione di abbandono e disagio vissuta dai Rom, essere veicolo di una meno superficiale conoscenza di quest'etnia e abbattere i tanti pregiudizi che ne impediscono una rispettosa loro integrazione nella società cittadina.
Il 2 marzo 2007 con l'iniziativa Messina e Reggio: la Città dello Stretto, propone di creare una flotta intercomunale fra le città di Messina e Reggio Calabria, al fine di facilitare economicamente gli spostamenti dei cittadini delle due aree metropolitane, permettendo così una maggiore commistione culturale. Il 13 dicembre 2010 promuove col consigliere della terza circoscrizione di Messina, Libero Gioveni, una petizione popolare per chiedere all'amministrazione comunale l'abolizione del piano tariffario entrato in vigore il 1º dicembre 2010 per la fruizione del campo d'atletica Santamaria. Tale tariffazione sarebbe dai firmatari ritenuta illegittima in quanto la struttura sportiva non garantirebbe i servizi minimi che la giustifichino. Il 4 giugno 2011, in occasione della festa della Madonna della Lettera, dal campanile del Duomo di Messina, insieme ad alcuni rappresentanti della Rete Lilliput, sotto gli occhi dell'arcivescovo Calogero La Piana e del sindaco Giuseppe Buzzanca, espone uno striscione contro la privatizzazione delle risorse idriche con chiaro invito a votare "sì" al relativo quesito del referendum abrogativo del 12 e 13 giugno 2011. Il 17 giugno 2010 denuncia il disastrato stato in cui verserebbe l'Archivio Storico di Messina, lasciato marcire negli scantinati dell'istituto scolastico Enzo Drago, invasi dall'umidità e dal 2006 inaccessibili a studiosi e pubblico. Dopo continue e rinnovate sollecitazioni, il 28 dicembre 2011 occupa il Palazzo della cultura di Messina per protestare contro l'indifferenza delle istituzioni e chiedendo che l'Archivio Storico sia lì trasferito.
Pochi giorni dopo, l'amministrazione comunale comincia l'operazione trasferimento degli antichi volumi. A seguito di un esposto di Renato Accorinti, il 5 gennaio 2012 il procuratore aggiunto Ada Merrino apre un'inchiesta per stabilire le responsabilità istituzionali in relazione all'abbandono di tale archivio e alla conseguente perdita di parte dei preziosi testi. Il 20 gennaio 2012 attorno a Renato Accorinti e alla sua battaglia per salvare l'Archivio Storico di Messina, nasce il Movimento per la Cultura. Il 31 dicembre 2012 chiede e ottiene dal Presidente della Regione Siciliana Rosario Crocetta un incontro pubblico al Teatro in Fiera di Messina occupato (ex Irrera a mare, ribattezzato Pinelli dagli occupanti) e il suo impegno a ristrutturare e restituire alla città di Messina quella struttura che sarebbe, secondo gli occupanti, stata abbandonata e lasciata marcire dalle istituzioni da decenni. Lo stesso giorno chiede al Presidente Rosario Crocetta di assumersi anche altri precisi impegni: chiudere la Società Stretto di Messina in quanto ritenuta un inutile costo per lo Stato; completare l'approdo di Tremestieri; finanziare una flotta regionale/comunale; annullare il progetto di creare un'area di smantellamento delle navi della NATO nella zona falcata a favore di progetti che valorizzerebbero maggiormente un'area, a suo parere, fra le più suggestive e belle di Messina.

#### La candidatura a sindaco
Il 19 gennaio 2013, a Palazzo Zanca, presenta la sua candidatura a sindaco di Messina con la lista civica Renato Accorinti Sindaco - Cambiamo Messina dal Basso. Al primo turno, svoltosi il 9 e 10 giugno, ottiene il 24,02% dei voti e approda al ballottaggio, che lo vede sfidare il candidato del PD Felice Calabrò (il quale, con il 49,93%, non è riuscito a diventare primo cittadino per soli 59 voti). Nel voto del secondo turno (23-24 giugno)  Accorinti risulta vincente,  con il 52,67%  e diviene il 34° sindaco di Messina..

#### La sindacatura
Il 4 novembre 2013, in occasione delle celebrazioni per la Giornata dell'Unità Nazionale e delle Forze Armate a Messina, ha esposto  una bandiera pacifista su cui era riportato l'art. 11 della Costituzione Italiana ("L'Italia ripudia la guerra"). Tale gesto ha suscitato le immediate reazioni dei rappresentanti militari presenti, che hanno abbandonato la manifestazione.
Il 2 agosto 2014 blocca fisicamente i tir sbarcati in città e viene aggredito da un autotrasportatore.
Il 26 agosto dello stesso mese adotta una ordinanza contingibile ed urgente (159/2014) con la quale limita in determinate fasce orarie il transito dei tir in città per la tutela della pubblica incolumità.
Il 20 maggio 2015 viene aggredito all'interno del palazzo comunale da alcuni ambulanti che nei giorni precedenti erano stati multati dalla polizia municipale.
A maggio 2016, la sua compagna, Cecilia Caccamo, diviene consigliere comunale di Messina in seguito alle dimissioni del collega Gino Sturniolo.
A tre anni dalla sua elezione, nel giugno 2016, il suo gruppo consiliare, "Cambiamo Messina dal basso", afferma che la prevista "rivoluzione non c'è stata".
In qualità di primo cittadino di Messina diviene sindaco della città metropolitana di Messina dal 10 giugno 2016.
Nei primi giorni del 2017, prendendo atto delle condizioni climatiche estreme, consente ai senzatetto di passare la notte in Comune.
Il 16 febbraio 2017 alle 03.33 del mattino il Consiglio Comunale di Messina respinge la mozione di sfiducia al sindaco Accorinti con 23 voti favorevoli, 5 astenuti e 10 voti contrari, non riuscendo a raggiungere la maggioranza assoluta (27 voti) richiesta dalla legge.
Il 10 ottobre 2017 decade da sindaco della città metropolitana di Messina a seguito del provvedimento di revoca firmato dal presidente della Regione Crocetta, in recepimento della legge votata dall'ARS che prevede l'elezione diretta dei sindaci metropolitani.
Il 26 e 27 febbraio 2018, in occasione del 10º anniversario della fondazione dell’Unione per il Mediterraneo, ha partecipato a New York ai lavori dell'Associazione dell'Unione europea presso le Nazioni Unite per discutere di cooperazione sociale ed economica fra i popoli del Mediterraneo.
L'8 marzo 2018, su nomina del presidente della Regione Nello Musumeci, torna sindaco della città metropolitana di Messina.

#### La ricandidatura
In vista delle amministrative del giugno 2018 si ricandida a sindaco sostenuto da tre liste civiche (Renato Accorinti Sindaco, Cambiamo Messina dal Basso e Percorso Comune), ma si piazza al quarto posto ottenendo solo il 14,21% dei voti. Non essendo dunque riuscito ad accedere al ballottaggio, conclude il proprio mandato il 26 giugno 2018, giorno in cui gli succede Cateno De Luca.

## Procedimenti giudiziari
Il 24 dicembre 2016 è raggiunto da un avviso di garanzia emanato dalla procura di Messina per inquinamento ambientale.
Il 7 febbraio 2017 il procedimento penale a suo carico si conclude con un'archiviazione, dal momento che "la manutenzione dei torrenti è di competenza della Regione Siciliana e non del Comune di Messina".
Il 2 novembre 2018 riceve un avviso di garanzia assieme all’ex assessore all’ambiente Daniele Ialacqua in merito alle attività amministrative poste in essere con riferimento alla discarica di Portella Arena, nella zona nord del Comune di Messina.